# Икономидис, Николай
Николай Икономидис (греч. Νικόλαος Οικονομίδης, англ. Nikolaos (Nikos) Oikonomides) (1934—2000) — греческий, канадский и американский византинист, крупный специалист в области византийской сигиллографии и византийской бюрократии.
Икономидис учился с 1951 по 1956 год в Афинском университете. Хотя его первоначальным намерением было посвятить себя современной истории Греции, под руководством профессора Дионисиоса Закитиноса Икономидис начал изучать византинистику. После получения учёной степени, он отправился в Париж, где присоединился к группе Поля Лемерля, занимавшейся изданием документов монастырей Афона. Это сотрудничество продлилось почти два десятилетия. Тогда же Икономидес начал изучать византийскую сигиллографию под руководством крупнейшего специалиста того времени Витальена Лорана. Диссертация, которую Икономидис защитил в 1972 году, посвящённая одному из наиболее известных византийских тактиконов, в настоящее время известного под его именем, считается классической.
После прихода в 1967 году в Греции к власти режима «чёрных полковников» Икономидис был вынужден эмигрировать в Канаду вместе со своей женой, специалистом по истории Османской империи Елизаветой Захариаду. В июле 1969 года он занял кафедру византийской истории в Монреальском университете, в котором работал до 1989 года. Получив канадское гражданство, Икономидис не терял связи с родиной и греческой общиной страны.
С 1972 года Икономидис сотрудничал с Думбартон-Окс, где благодаря его усилиям была собрана и описана коллекция из 17 000 византийских печатей. В рамках этого проекта им были подготовлены первые четыре тома каталога печатей, относящихся к провинциальным администрациям. Также Икономидис был одним из ключевых участников проекта по созданию Оксфордского словаря Византии, вышедшего в 1991 году.

## Основные труды
- Les listes de préséance byzantines des IXe et Xe siècles, Paris, 1972
- Fiscalité et exemption fiscale à Byzance (IXe-XIe s.), Athens 1996 ISBN 960-7094-65-4
- Social and economic life in Byzantium, Aldershot, 2004
- Society, Culture and Politics in Byzantium, Aldershot, 2005